# Martin Jet Pack

Martin Jet Pack é uma espécie de aeronave experimental. É classificada pela Federal Aviation Administration como sendo um ultraleve.